# Montes Caucasus

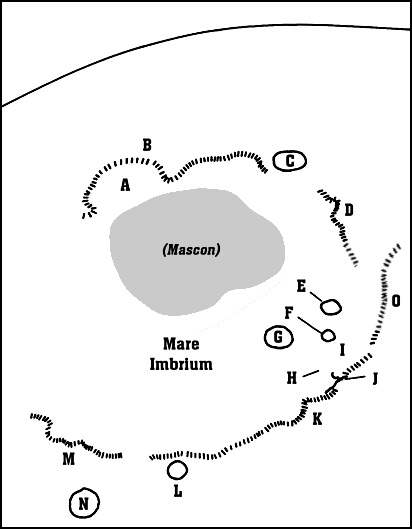
Mapa rejonu Mare Imbrium; Montes Caucasus oznaczone są literą O (po prawej)

Montes Caucasus – poszarpany łańcuch górski w północno-wschodniej części widocznej strony Księżyca. Jego współrzędne selenograficzne wynoszą ☾ 38,24°N 10,00°E/38,240000 10,000000, a nazwa, nadana przez niemieckiego astronoma Johanna Heinricha von Mädlera pochodzi od gór Kaukaz leżących na granicy Rosji z Gruzją i Azerbejdżanem.
Ten łańcuch zaczyna się przy szczelinie, przez którą Mare Imbrium na zachodzie łączy się z Mare Serenitatis na wschodzie i rozszerza się w nieregularne pasmo w kierunku północno-północno-wschodnim aż do zachodniej strony wybitnego krateru Eudoksos. Góry te tworzą północno-zachodnią granicę Mare Serenitatis; są kontynuacją pasma Montes Apenninus leżących na południowym zachodzie.
W Kaukazie, zwłaszcza w pobliżu jego południowego krańca, znajduje się kilka przerw, przez które wtargnęło pobliskie morze księżycowe. Po wschodniej stronie gór leży krater Calippus, a także pozostałości krateru Aleksander, na południe od Eudoxusa.
Oficjalnie średnica Kaukazu wynosi 445 km, jednak niektórzy obserwatorzy podają, że długość pasma wynosi do 550 km. Najwyższe szczyty osiągają wysokość 6 km; żaden z nich nie otrzymał dotąd własnej nazwy.